# Carlos Contramaestre
Carlos Contramaestre Salas, conocido como Carlos Contramaestre (Tovar, Estado Mérida, Venezuela 24 de julio de 1933-Caracas, Venezuela, 29 de diciembre de 1996) fue un intelectual, artista plástico, escritor y médico venezolano.
Hijo de Julio Contramaestre y Maximina Salas, nació en la población andina de Tovar. Realizó sus años escolares en su ciudad natal Tovar y secundarios en el Liceo Rafael Rangel de Valera y en el Liceo Fermín Toro de Caracas. En 1950 inició sus estudios de medicina en la Universidad de Los Andes de Mérida, los cuales completó en 1959 en la Universidad de Salamanca, España. En Salamanca, Contramaestre coincidió con el escritor venezolano Caupolicán Ovalles.

## Artista plástico e intelectual

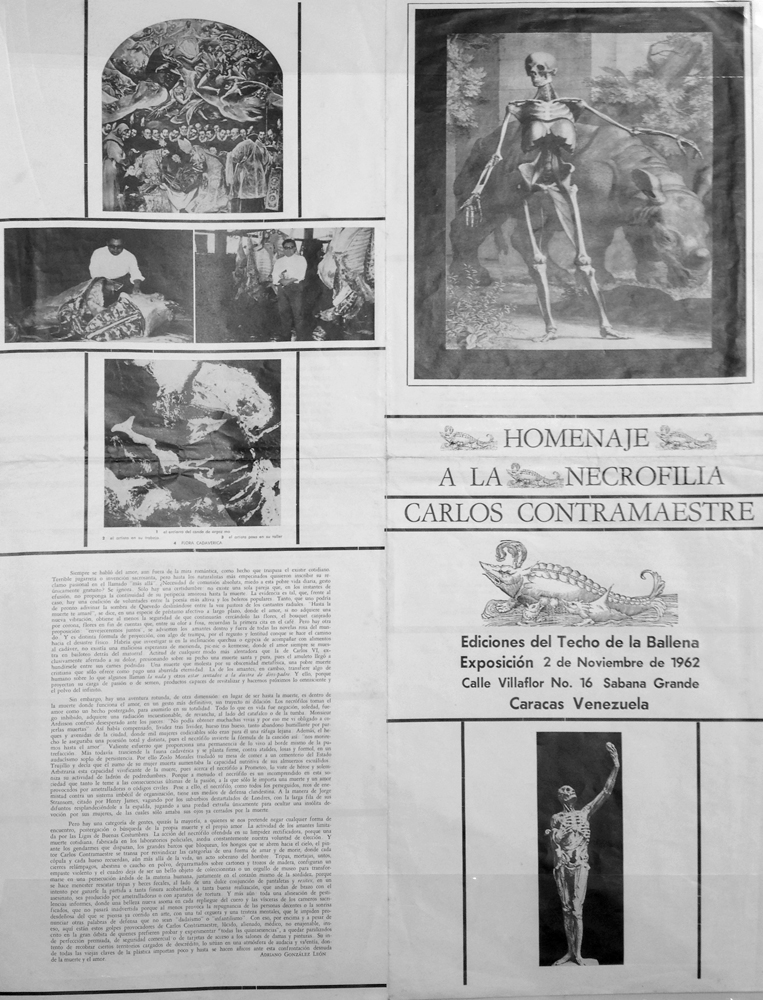
Homenaje a la necrofilia

En 1951, siendo aún estudiante de medicina, participó en una exposición colectiva junto con Salvador Valero, Marcos Miliani y Renzo Vestrini en la sede de la Asociación Venezolana de Periodistas en Valera. Durante su pasantía en España a mediados de los años cincuenta se vinculó con el Grupo El Paso sumándose a esta vanguardia artística española que se identificada con el Informalismo. En 1960 participa en dos exposiciones colectivas dedicadas el informalismo en la Sala Mendoza de Caracas.
Contramaestre se suma al Grupo Sardio nacido como una reacción desde el mundo cultural contra la dictadura de Marcos Pérez Jiménez en Venezuela. En 1961 el grupo Sardio se fractura y sus afiliados con tendencias políticas de izquierda favorables a la Revolución cubana, entre los cuales se encuentra Contramaestre, crean el grupo El Techo de la Ballena. En noviembre de 1962, Contramaestre es el centro de un gran escándalo cultural en Venezuela: en la Galería El Techo de la Ballena en Caracas, el artista inaugura la exposición “Homenaje a la necrofilia” en la cual las esculturas están construidas con materiales de desecho y vísceras de animales que pronto entraron en estado de putrefacción lo que obligó al Ministerio de Sanidad a ordenar el cierre de la exposición y el decomiso de las obras. 
Destituido de su cargo oficial se residenció en Cabimas donde ejerció la medicina de forma privada. En 1966 recibe el Premio Emil Friedman del XXVII Salón Oficial Anual de Arte Venezolano. En 1969 por invitación del entonces Director de Cultura de la Universidad de Los Andes, Oswaldo Vigas, Contramaestre se residencia en Mérida para crear y dirigir el Centro Experimental de Arte (CEA) de esa Universidad. Fue Agregado cultural en la Embajada de Venezuela en Madrid entre 1985 y 1991.

## Obra escrita
Sus principales obras escritas son “Armando Reverón, el hombre mono” (1969), “Cabimas-Zamuro” (1977), “La mudanza del encanto” (1979). 